# Royaume d'Est-Anglie
vers 550 ? – 917
Entités suivantes :
- Wessex

L'Est-Anglie (East Anglia en anglais), ou royaume des Angles de l'Est, est un royaume anglo-saxon couvrant les actuels comtés anglais du Suffolk et du Norfolk au haut Moyen Âge.
Ce royaume aurait été fondé vers le milieu du VIe siècle par des envahisseurs germaniques appartenant à la tribu des Angles. Il connaît son apogée sous le règne de Rædwald, au début du VIIe siècle, puis tombe progressivement sous l'influence du royaume de Mercie. Après avoir retrouvé son indépendance au début du IXe siècle, la région passe sous domination viking jusqu'à la conquête du Danelaw par le Wessex au début du Xe siècle. Elle conserve néanmoins une identité propre : le titre de comte d'Est-Anglie continue à être donné au sein du royaume d'Angleterre jusqu'à la fin du XIe siècle, et la région continue à être appelée Est-Anglie à ce jour.
Malgré son existence prolongée, le royaume des Angles de l'Est a laissé peu de textes écrits. En revanche, les fouilles archéologiques ont permis d'éclairer son histoire, en particulier l'imposant complexe funéraire de Sutton Hoo, dans le Suffolk, avec son grand bateau-tombe qui est vraisemblablement la dernière demeure d'un de ses souverains. Ces découvertes suggèrent un lien entre la lignée royale et la Suède.

## Histoire

### Origines
Les origines exactes du royaume des Angles de l'Est sont inconnues, comme celles des autres royaumes anglo-saxons. D'après l’Histoire ecclésiastique du peuple anglais de Bède le Vénérable, la lignée royale des Wuffingas doit son nom à un certain Wuffa, le présumé fondateur du royaume. Des tables généalogiques retracent l'ascendance de Wuffa jusqu'au dieu Woden, avec des noms que l'on retrouve également chez les chroniqueurs anglo-normands des XIIe et XIIIe siècles. Ainsi, Wuffa aurait régné de 571 à 578 d'après Roger de Wendover. En revanche, l’Historia Brittonum fait remonter la monarchie une génération avant avec Wehha, le père de Wuffa, qui aurait été le premier à régner sur les Angles de l'Est en Grande-Bretagne.
Néanmoins, l'archéologie suggère la présence de peuples germaniques en Est-Anglie dès le Ve siècle. La nécropole de Sutton Hoo, fouillée à partir de 1938, atteste l'existence de liens entre l'aristocratie anglaise et la Suède méridionale, du moins au début du VIIe siècle. La nature exacte de ces liens est difficile à établir. Certains chercheurs se sont appuyés sur Beowulf pour voir dans les Wuffingas des descendants des Geats vaincus par les Suédois à la fin du poème, mais il s'agit d'une théorie controversée. Les pièces de monnaie mérovingiennes retrouvées à Sutton Hoo témoignent également de relations avec les Francs, probablement via le royaume du Kent,.

### Rædwald et ses successeurs
Le règne de Rædwald, que l'on peut dater entre 599 et 624 environ, marque l'entrée des Angles de l'Est dans l'histoire. La mort d'Æthelberht du Kent, vers 616, fait de lui le plus puissant monarque du Sud de l'Angleterre. Sa victoire sur Æthelfrith à la bataille de la rivière Idle, également vers 616, lui permet d'installer sur le trône de Northumbrie le prince Edwin de Deira, qui s'était réfugié à sa cour. C'est encore à cette époque que le christianisme est introduit en Est-Anglie, mais Bède rapporte que Rædwald ne se convertit pas entièrement et conserve un autel aux dieux païens dans son église.
Le fils et successeur de Rædwald, Earpwald, reçoit le baptême après son avènement, mais il est assassiné par le païen Ricberht après un bref règne. Au terme d'une période confuse, Sigeberht, fils ou beau-fils de Rædwald, monte sur le trône et œuvre à la conversion de ses sujets avec l'aide des missionnaires Félix de Burgondie et Fursy de Péronne. Félix devient le premier évêque des Angles de l'Est, siégeant vraisemblablement à Dunwich.
Sigeberht meurt lors d'une bataille contre Penda, le roi païen de Mercie, et son successeur Anna connaît le même sort en 654. Les deux royaumes semblent s'être disputé la région occupée par les Angles du Milieu, dont Peada, le fils de Penda, devient le souverain au moment de la mort d'Anna. Le frère et successeur d'Anna, Æthelhere, est apparemment soumis à l'autorité de Penda : il participe à ses côtés à la bataille de la Winwæd contre la Northumbrie, en 655, et y trouve la mort. La frontière occidentale du royaume des Angles de l'Est est défendue par une série de fortifications linéaires en terre : le Devil's Dyke, le Fleam Dyke (en), le Brent Ditch (en), le Bran Ditch (en) et les Black Ditches (en).
L'Est-Anglie connaît visiblement une période de calme après la mort de Penda : les règnes d'Æthelwald (655-664), Ealdwulf (664-713) et Ælfwald (713-749) ne sont marqués d'aucun événement violent. Un second diocèse est créé pour le Norfolk après 672, avec son siège à Elmham. En 749, le royaume est divisé entre Hun, Beonna et Alberht. L'histoire de l'Est-Anglie après cette date est très mal attestée (le récit de Bède s'arrête en 731), et c'est principalement la numismatique qui permet de retracer les carrières de ses souverains.

### La Mercie et les Danois

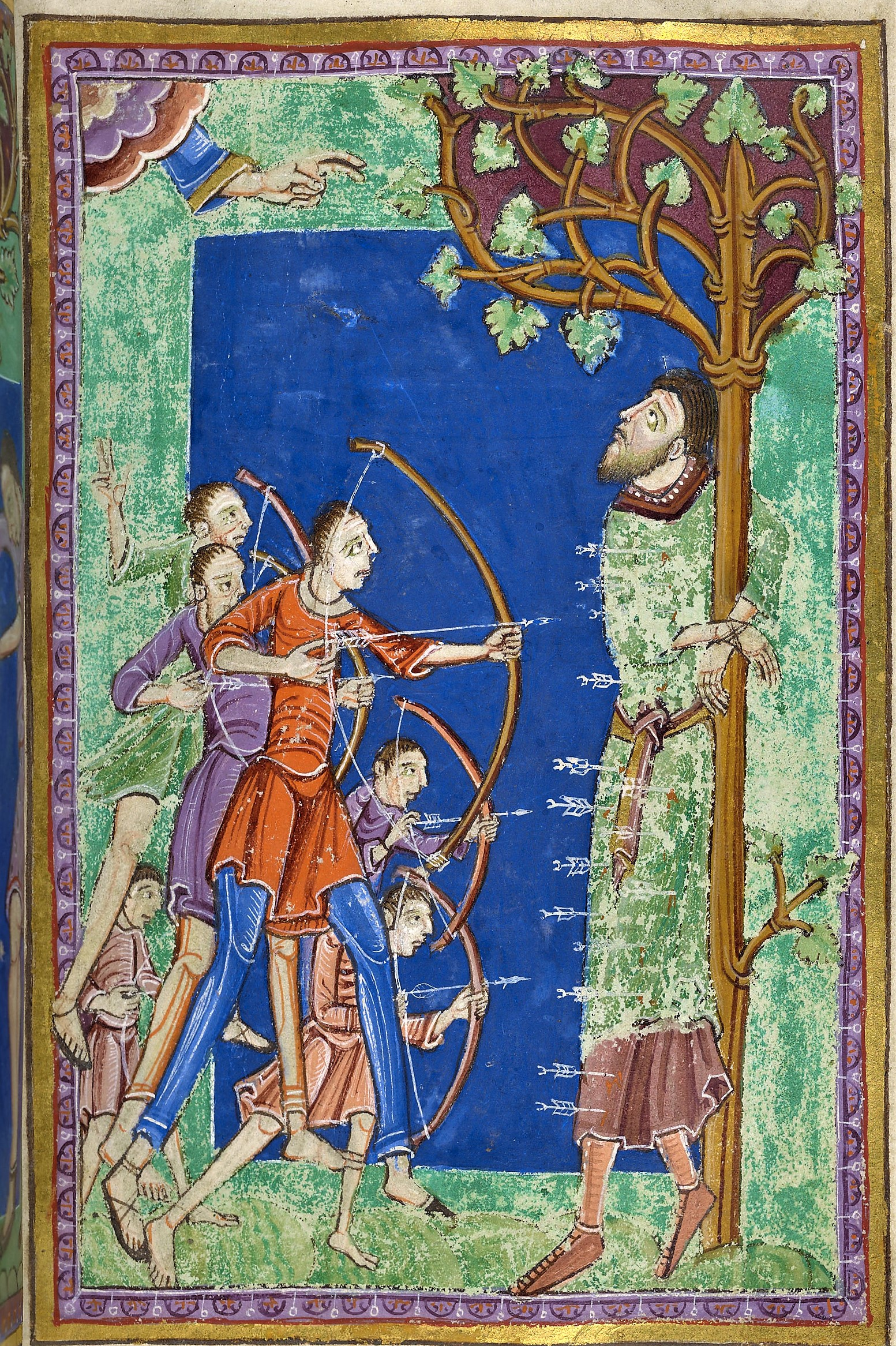
Le martyre du roi Edmond.

En 794, le roi Æthelberht est mis à mort sur l'ordre d'Offa de Mercie. Ce dernier frappe des monnaies en Est-Anglie jusqu'à sa propre mort, deux ans plus tard. Un certain Eadwald rend brièvement son indépendance au pays avant d'être vaincu par Cenwulf, le successeur d'Offa. Après la mort de Cenwulf, en 821, l'Est-Anglie se révolte à nouveau sous l'autorité d'un certain Æthelstan. Les rois de Mercie Beornwulf et Ludeca sont tués en s'efforçant de mater l'insurrection, et les successeurs de Ludeca ne frappent plus de monnaies en Est-Anglie, signe d'une indépendance retrouvée.
En raison de sa situation géographique, l'Est-Anglie est particulièrement menacée par les Vikings. C'est là que débarque, en 865, leur Grande Armée. Le roi Edmond fournit des chevaux aux envahisseurs pour se débarrasser d'eux, mais après avoir écrasé la Northumbrie, ils reprennent le chemin de l'Est-Anglie. Cette fois, Edmond s'oppose à eux, mais il est vaincu et tué en 869. L'Est-Anglie devient alors un royaume danois au sein du Danelaw jusqu'à sa conquête par le roi du Wessex Édouard l'Ancien en 917.

## Références

Armoiries imaginaires attribuées a posteriori aux rois des Angles de l'Est.